# Кадамшоева, Хаётбегим
Хаётбегим Кадамшоева (тадж. Ҳаётбегим Қадамшоева, 19 марта 1932, Хорог, АОГБ, Таджикская ССР, СССР — 4 апреля 2006, Душанбе, Республика Таджикистан) — советский, таджикский государственный и политический деятель, секретарь Горно-Бадахшанского обкома Союза НСШ ГБАО), одновременно «выполняя обязанности (освобождённого) секретаря Горно-Бадахшанского обкома комсомола Союза» (1948—1949), секретарь Горно-Бадахшанского обкома комсомола (1955—1960), начальник отдела ЗАГСа Исполнительного комитета Горно-Бадахшанского областного Совета депутатов трудящихся ГБАО (1960—1964), памировед-исследователь (1965—1988). Делегат XII съезда ВЛКСМ (1954), VIII, IX, X, XI, XII и XIII съездов ЛКСМ Таджикистана (1949—1958), XII съезда КП Таджикистана (1959), VI съезда молодых женщин Таджикистана (1955). Депутат Хорогского городского Совета депутатов трудящихся Горно-Бадахшанской автономной области (5—8 созывов (1955—1963)). Член КПСС с 1955 года. 

## Биография
Родилась 19 марта 1932 года в Хороге Автономной области Горного Бадахшана (с 5 декабря 1936 года — ГБАО) Таджикской ССР в семье советского военного и государственного деятеля, одного из активных участников установления советской власти на Памире, Кадамшо Додихудоева (1902—1973). 
Годы детства и отрочества прошли у родителей в Хороге, в 1938 году они отдали дочь в 7-летнюю школу им. С. М. Кирова. В период учёбы в школе она участвовала в составе Памирского детского ансамбля от ГБАО в городе Сталинабаде. Одно из самых больших выступлений ансамбля состоялось во время Великой Отечественной войны в здании Таджикского академического драматического театра им. А. Лахути весной 1944-го.
После окончания школы в 1945 году получила неполное среднее образование, затем с одобрения отца и матери поступила в Хорогское Педагогическое училище. В педучилище она была и отличником, и активным участником общественной жизни. Это послужило поводом принять её в первом же учебном году в ряды комсомола (ВЛКСМ). Членом профсоюза становится с 1947 года.
На 2-м курсе она уже руководила всеми комсомольскими организациями, её осведомленность, организаторские способности лидера, активная общественная деятельность нашли признание со стороны горожан. С 1946 по 1948 год 1-й секретарь Шугнанского (Хорогского горкома) райкома комсомола . 
С конца 1948 г. секретарь Горно-Бадахшанского обкома Союза НСШ, в то же время освобождённый секретарь Горно-Бадахшанского областного комитета комсомола Союза:

«…После окончания педучилища год проработала секретарём обкома комсомола. Комсомольцы и молодёжь Памира в те годы, чтобы ускорить развитие народного хозяйства, сделали достойный вклад в прогресс культурно-экономической жизни области. Хаётбегим и другие активисты комсомола — Холикназар Худоназаров, Гулзорхон Ёрмахмадов, Имомназар Сулаймонов, Кулмахмад Абдулазимов — прилагали большие усилия по организации комсомольских ячеек на Памире и их мобилизации на народно-хозяйственное производство… = …Пас аз хатми омузишгоҳ як сол котиби комитети комсомолии вилоят шуда кор кард. Комсомолону ҷавонони Помир он солҳо баҳри тезонидани тараккиёти хоҷагии халқ, дар пешрафти ҳаёти маъданию иктисодии вилоят саҳми босазо мегузоштанд. Ҳаётбегим ва дигар фаъолони комсомол Холикназар Худоназаров, Гулзорхон Ёрмаҳмадов, Имомназар Сулаймонов, Қулмаҳмад Абдулазимов дар ташкили ячейкаҳои комсомоли ва сафарбаркунии ҷавонон ба истеҳсолоту хоҷагии халқ ҷидду ҷаҳди зиёде менамуданд…».— 
С сентября 1949 по июль 1951 года студент Учительского института в г. Сталинабаде. Окончив полный курс литературного факультета по специальности «Таджикский язык и литература», получила квалификацию учитель средней школы.

### Работа в комсомоле
В сентябре 1952 Кадамшоева назначена инструктором отдела комсомольских организаций Горно-Бадахшанского обкома ВЛКСМ. Позже, с января 1954 года — замзав. Отделом пропаганды и агитации по культмассовой работе обкома комсомола. С февраля по май месяц 1954 года проходила 3-месячные курсы переподготовки руководящих пионерских работников при Центральной комсомольской школе в городе Москве. В то же время в марте участвовала делегатом на XII съезде ВЛКСМ там же. Были обсуждены 2 значимые задачи, съезд принял новую редакцию устава ВЛКСМ и объявил освоение целины комсомольской ударной стройкой:

«…в 1956 и 1957 годах Кадамшоева организовывала отправку посланцев Памира на освоение целины в Казахской ССР, в Сибири и Поволжье. В апреле 1955 года Хаётбегим Кадамшоева вступила в партию».— 

«Результатом признания организаторских способностей и достижений стало её избрание делегатом XII съезда Коммунистической партии Таджикистана, который проходил 14-15 января 1959 года в столице республики — городе Сталинабаде».— 

### Институт языка и литературы им. Рудаки АН Таджикской ССР
С 18 мая 1965 года лаборант сектора диалектологии Института языка и литературы им. Рудаки Академии науки Таджикской ССР (ИЯЛ им. Рудаки АН ТаджССР)
С 1 декабря 1969 г. старший лаборант Сектора памирских языков, затем с 1974 года старший лаборант Отдела памироведения ИЯЛ им. Рудаки АН ТаджССР:

«Институт языка и литературы был основан в 1932 году. Из сектора диалектологии, упомянутого выше, в 1967 году группа памироведов выделилась в отдельный Сектор памирских языков для исследования бесписьменных живых памирских языков. Затем же сектор вырос, возник запрос — расширить круг исследований духовной жизни памирцев. В 1974 году на базе Сектора памирских языков был создан Отдел памироведения ИЯЛ имени Рудаки АН Таджикской ССР».— 
Кадамшоева Хаётбегим «23 года жизни посвятила изучению (местного) фольклорного жанра…». Ежегодно в начале мая она выезжала на Памир в экспедицию по сбору материала и записывала устное народное творчество памироязычных народностей — жителей Памира: песни (ашула), сказки, загадки, пословицы и поговорки:

«По всем селениям и кишлакам расспрашивала и записывала с уст жителей, в основном преклонного возраста, и возвращалась домой (в Душанбе) только во второй половине ноября (к концу осени). Работу по сбору выполняла в основном пешком, редко переезжая (между селениями) на автомобиле».— 
Хаётбегим Кадамшоева в 1988 году вышла на пенсию. Скончалась в 2006 году. Похоронена в г. Душанбе на кладбище «Сари Осиё»:

«Огромная часть собранного ей экспедиционного материала хранилась в Душанбе в научном фонде отдела памироведения Института языка и литературы им. Рудаки АН ТаджССР до 1990-х годов».— 

## Общественная деятельность
- делегат XII съезда ВЛКСМ (1954)[12],
- делегат VIII (январь 1949), IX (сентябрь 1950), X (март 1952), XI (январь 1954), XII (февраль 1956), XIII (март 1958) съездов ЛКСМ Таджикистана[5][6][7][8][9][10][17],
- делегат VI съезда молодых женщин Таджикистана (сентябрь 1955)[11][14][17],
- делегат XII съезда КП Таджикистана (январь 1959)[11][12][13],
- депутат Хорогского городского Совета депутатов трудящихся ГБАО (5—8 созывов (1955—1963))[к. 6][11][17],
- член профсоюза (с 1947 г.)[3],
- член Коммунистической партии Советского Союза (с 1955 г.)[17],
- член бюро Горно-Бадахшанского обкома комсомола (1955—1960)[17],
- член женсовета ИЯЛ им. Рудаки АН Таджикской ССР (1965—1988)[3][4][11][12].

## Награды и память
Награждалась:
- Медалью «Ветеран труда» (1990)[3][17],
- Юбилейным знаком ЦК ВЛКСМ «70 лет ВЛКСМ» (1988)[3][17],
- Почётной грамотой ЦК ВЛКСМ (дважды в 1950 гг.)[3][11][17]:

«…Х. Кадамшоева дважды была удостоена Почётной грамотой ЦК ВЛКСМ за самоотверженную работу в деле активной организации коммунистического воспитания молодёжи в республике (Таджикской ССР)… = …КМ ВЛКСМ барои иштироки фаъолона дар корҳои ташкилоти республикавии ҷавонон ва барои меҳнати пурсамараш дар тарбияи коммунистии онҳо Ҳ. Қадамшоеваро ду маротиба бо Грамотаи фахрӣ мукофотонид…».— 
- Почётной грамотой ЦК ЛКСМ Таджикистана (трижды)[3][4][11][12][17],
- Награждена «также другими государственными и ведомственными наградами ТаджССР»[17],
- Первое научное сочинение: Кадамшоева Хаётбегим. Образцы народных загадок Бадахшана = Намунаҳои чистонҳои халқии Бадахшон // Памироведение. Душанбе: Дониш, 1975. с. 128—132[3] ,
- Принимала активное участие в росписи и проверке материалов «Шугнанско-русский словарь» 1988 года, за что «автор (книги ей) глубоко благодарен»[16],
- прежний учёный секретарь (1969—1975) и зам. директора ИЯЛ им. Рудаки АН Таджикистана (2000—2005) Санавбар Дададжановна Холматова:

«…Хаётбегим (Кадамшоева) была настоящим коммунистом в лучшем смысле этого слова, в ней была заложена природная честность, к любому делу подходила с особо высоким чувством долга. У неё было несколько научных статей по памирскому фольклору, созданных на материалах, собранных в экспедициях. Большую часть экспедиционного материала она передавала в научный фонд Отдела памироведения, который в начале 1990‑х годов был перебазирован на Памир. После переезда на Памир была создана группа по тотальному изучению памирского фольклора. Переданные Хаётбегим материалы значительно обогатили фонд, в результате чего стали появляться многочисленные публикации <…> по устному народному творчеству памироязычных народов…».— 

## Семья
- Дед — Додо Худо Кадам Шо-Заде[18] (Кадамшоев Додихудо, тадж. Додихудо Қадамшозода; 1860—1930 гг.) — был земледельцем, известным музыкантом, певцом[19], знатоком истории Шугнана[12], его сочинения печатали, в частности, в советском журнале «Просвещение национальностей» — Москва, 1935. — Май—июнь (№ 3) — при содействии писателя Азиза Ниалло (он же Станишевский Андрей Владимирович)[12][18]:

Архивные документы <…> были объединены в общий сборник. Пятьдесят документов касались вопросов Памира. <…> двадцать два документа в этом сборнике посвящено исмаилизму. Среди них уникальная коллекция переводов одиннадцати фирманов (тадж. Фармон — религиозный указ) Ага-хана. Сборник остался неизданным и хранится только в рукописном виде в Архивном отделе в Хороге, в Институте истории и археологии АН Таджикской ССР, в ЦГА УзССР и у академика Б. Г. Гафурова. К сожалению, куда-то пропал экземпляр, сданный в своё время Ленинградскому отделению Института востоковедения АН СССР. Еще более печальной оказалась участь сводного отчета о работе, проделанной во время последней служебной поездки А. В. Станишевского. Там были записи бесед с Хайдар-Шо Муборак Заде и Додо Худо Кадам Шо-Заде по истории Шугнана и Вахана, <…> Сводный отчет был составлен примерно на двадцати печатных листах и взят Н. П. Горбуновым для перепечатки. Трагический конец Горбунова даже не дал возможности выяснить, куда затерялась рукопись. Памятью о проведённых работах остались только полевые записи в дневниках А. В. Станишевского.— Т. Г. Абаева
- Сестра — Сафархотун и брат — Ашурмамад Кадамшоевы.
- Отец — Додихудоев Кадамшо, тадж. Қадамшо Додихудоев (1902—1973) — советский военный, государственный и политический деятель, один из сподвижников Советской власти на Памире, 1-й секретарь Бартангского райкома КП(б) Таджикистана (1932—1933), председатель Исполнительного комитета Шугнанского районного Совета АОГБ (1930—1932), зав. хозяйственным отделом облисполкома АОГБ (1929—1930), председатель колхоза имени Сталина в Хороге (1939—1946) [12][21][22].
- Мать — Гулбутта Бахшова (имя и фамилия согласно документу, удостоверяющему личность; 1907—1984) — работала в колхозе имени Сталина[12], её сёстры: Гулбону Худобахшова (1904—1950), Асанбону Худобахшова (1910—1965), Давлат Худобахшова (1912—1988), Рукиямо Худобахшова (1914—2014)[23]; брат — Худодод Худобахшов (1928—1989)[23].

Сёстры:
- Гулгунча Кадамшоева (тадж. Гулғунча Қадамшоева, 1919—1995) — советский, таджикский государственный и политический деятель, выпускница Ташкентской Высшей партийной школы при ЦК КПСС (1958—1964), 2-й секретарь Хорогского горкома КП Таджикистана (1960—1961), председатель Хорогского горисполкома (1961—1969), зам. председателя облисполкома ГБАО (1971—1977), председатель отделения Советского фонда мира в ГБАО (1980—1991). Муж Камбар Шабдолов (1912—1951)[21][22].
- Нодирамо Кадамшоева (тадж. Нодирамо Қадамшоева, 1922—2019) — работала диктором Хорогского радио и корректором областной газеты «Бадахшони Совети». Муж Назаров Мехрубон Назарович (1922—1993).
- Гулчехрамо Кадамшоева (тадж. Гулчеҳрамо Қадамшоева, 1928—2011). Муж Мирсаид Миршакар (Миршакаров) (1912—1993).

Муж Юсуфбеков Худоер Юсуфбекович (1928—1990).

### Комментарии
1. ↑  С 1934 по 1958 год в стране, постановлениями СНК СССР и ЦК ВКП(б) «О структуре начальной и средней школы в СССР», был введён тип общеобразовательной школы в составе 1—7‑го классов — неполная средняя школа, или НСШ[3].
2. ↑  «5 мая 1923 года, была организована первая комсомольская ячейка на Памире. В комсомол записалось около 30 юношей. В деле благоустройства культурно-просветительных учреждений большую роль сыграл выдающийся советский дипломат Георгий Васильевич Чичерин, который был шефом памирской комсомолии. Он постоянно снабжал её разнообразной литературой, канцелярскими принадлежностями и инструкциями о работе комсомола»[3].
3. ↑  «В партию вступила в апреле 1955 года, её первый партбилет был под № 06841491»[3].
4. ↑  «Приобрела право на преподавание в 7-летней школе и получила диплом Б № 516644 с регистрационным № 1214»[2].
5. ↑  Принимала активное участие в росписи и проверке материалов «Шугнанско-русский словарь» 1988 года, за что «автор (книги ей) глубоко благодарен»[16].
6. ↑  «27 февраля 1955 г. от избирательного округа № 25 "Дехканхана", 2 марта 1957 г. от Дехканханайского избирательного округа № 25, 1 марта 1959 г. от избирательного округа № 43 "Горький", 6 марта 1961 г. от Гэссовского избирательного округа № 51»[17].
7. ↑  Николай Петрович Горбунов в рамках «дела альпинистов» 7 сентября 1938 года был осуждён и расстрелян в здании Военной коллегии Верховного Суда СССР (ВКВС).